# Gerhard Scherer
Gerhard (Michael) Scherer (* 15. März 1892 in Neumarkt in der Oberpfalz; † 26. August 1944 in Brieg) war ein deutscher Zisterzienser und Opfer des Nationalsozialismus.

## Leben
Scherer machte nach dem Abitur in Eichstätt den Ersten Weltkrieg als Freiwilliger mit, wurde Offiziersanwärter und mehrfach ausgezeichnet. Die letzten Kriegsmonate verbrachte er in einem Lazarett in Küstrin. Als ausgebildeter Landwirt trat er 1930 in das Kloster Seligenporten (damals noch in Bronnbach) ein und wurde 1934 zum Priester geweiht.
1938 in das Stift Stams in Tirol abgeordnet, wurde er dort nach der Auflösung des Klosters durch die nationalsozialistischen Behörden im Juli 1939 von der Gestapo verhaftet. Nach seiner Freilassung übernahm er die Seelsorge in einer Niederlassung des Magdalenerinnenklosters Lauban in Sächsisch-Haugsdorf (Nawojów Łużycki). Dort wurde er am Karfreitag 1943 verhaftet und im August von einem Sondergericht in Görlitz zu einer Zuchthausstrafe verurteilt, die in Brieg abzubüßen war. Dort starb er am 26. August 1944 unter ungeklärten Umständen.

## Würdigung
Die katholische Kirche hat Pater Gerhard Scherer im Jahr 1999 in das deutsche Martyrologium des 20. Jahrhunderts aufgenommen.